# Tipula lanigera
Tipula lanigera är en tvåvingeart. Tipula lanigera ingår i släktet Tipula och familjen storharkrankar.

## Underarter
Arten delas in i följande underarter:
- T. l. lanigera
- T. l. tau